# Brachynervus paucimacularis
Brachynervus paucimacularis är en stekelart som beskrevs av Wang 1992. Brachynervus paucimacularis ingår i släktet Brachynervus och familjen brokparasitsteklar. Inga underarter finns listade.